# Visceral Evisceration
Visceral Evisceration (v překladu z angličtiny vykuchání útrob) byla rakouská doom/death metalová kapela z Vídně založená roku 1991. 
Debutové a jediné studiové album Incessant Desire for Palatable Flesh vyšlo v roce 1994 pod hlavičkou rakouského vydavatelství Napalm Records.

V roce 1995 se kapela přejmenovala na As I Lay Dying, o rok později se definitivně rozpadla, ačkoli již měla nachystaný materiál na další album, které mělo nést název Carnal Seduction.

## Diskografie
Pod názvem Visceral Evisceration
- Savour of the Seething Meat! (1993, demo)
- Incessant Desire for Palatable Flesh (1994, studiové album)
- The Lost Tapes (2019) – kompilace zahrnující demo Savour of the Seething Meat!, Promo 1995 a skladby z rehearsalů

Pod názvem As I Lay Dying
- Promo 1995 (1995, promo)

## Sestava
- Hannes Wuggenig – vokály, kytara
- Jürgen Hajek – kytara
- Dominik Lirsch – baskytara
- Stephan Sternad – bicí